# Weiherhaus am Fensterbach
Weiherhaus am Fensterbach ist ein Ortsteil der Gemeinde Fensterbach im Landkreis Schwandorf des Regierungsbezirks Oberpfalz im Freistaat Bayern.

## Geografie
Weiherhaus am Fensterbach liegt 1,4 Kilometer südöstlich der Bundesautobahn 6, 580 Meter nordöstlich der Staatsstraße 2151 und 2,2 Kilometer westlich von Wolfring, dem Sitz der Gemeinde Fensterbach. 520 Meter nordöstlich der Ortschaft fließt der Fensterbach in Richtung Südosten der Naab zu.
Weiherhaus am Fensterbach liegt an einer ausgedehnten Weiher-Landschaft. In ihr reihen sich von Nordwesten nach Südosten die Weiher Göttersee, Münxweiher, Neuweiher, Kühweiher, Leistenweiher, Mühlweiher aneinander.
850 Meter nordwestlich von Weiherhaus am Fensterbach liegt das ausgedehnte Gelände des Betonwerks der Firma Godelmann. Sie wurde 1945 von Karl Godelmann mit 5 Mitarbeitern gegründet und ist bis 2020 unter der Leitung von Bernhard Godelmann jun. auf 344 Beschäftigte angewachsen mit Standorten und Vertriebsniederlassungen in Maitenbeth, Kirchheim unter Teck, Tschechien, Berlin und Wonfurt.

## Geschichte
Weiherhaus am Fensterbach wurde 1911 gegründet. Es wurden die Anwesen Nr. 17 und 18 der Ortschaft Jeding, die zur Gemeinde Högling gehörte, als eigenständiger Ortsteil der Gemeinde Högling anerkannt.
1972 wurde die Gemeinde Högling die Gemeinde Fensterbach eingegliedert.
Weiherhaus am Fensterbach gehört zur Pfarrei Wolfring, die 1969 mit Dürnsricht zur Pfarrei Dürnsricht-Wolfring zusammengelegt wurde. 1997 hatte Weiherhaus am Fensterbach 12 Katholiken.

## Einwohnerentwicklung ab 1913
| Jahr | Einwohner | Gebäude |
| ---- | --------- | ------- |
| 1913 | 12        | 2       |
| 1925 | 11        | 2       |
| 1950 | 11        | 2       |
| 1961 | 11        | 2       |
| 1964 | 11        | 2       |
| 1970 | 11        | k. A.   |
| 1987 | 11        | 3       |
| 2011 | 8         | k. A.   |